# كليمنت سميث
كليمنت سميث (بالإنجليزية: Clement Smith)‏ (28 يونيو 1910 في المملكة المتحدة - 1970) هو لاعب كرة قدم بريطاني (وحمل سابقاً جنسية المملكة المتحدة لبريطانيا العظمى وأيرلندا) في مركز الهجوم. لعب مع ستوك سيتي ونادي تشستر سيتي ونادي هاليفاكس تاون.